# 알베르토 산 후안

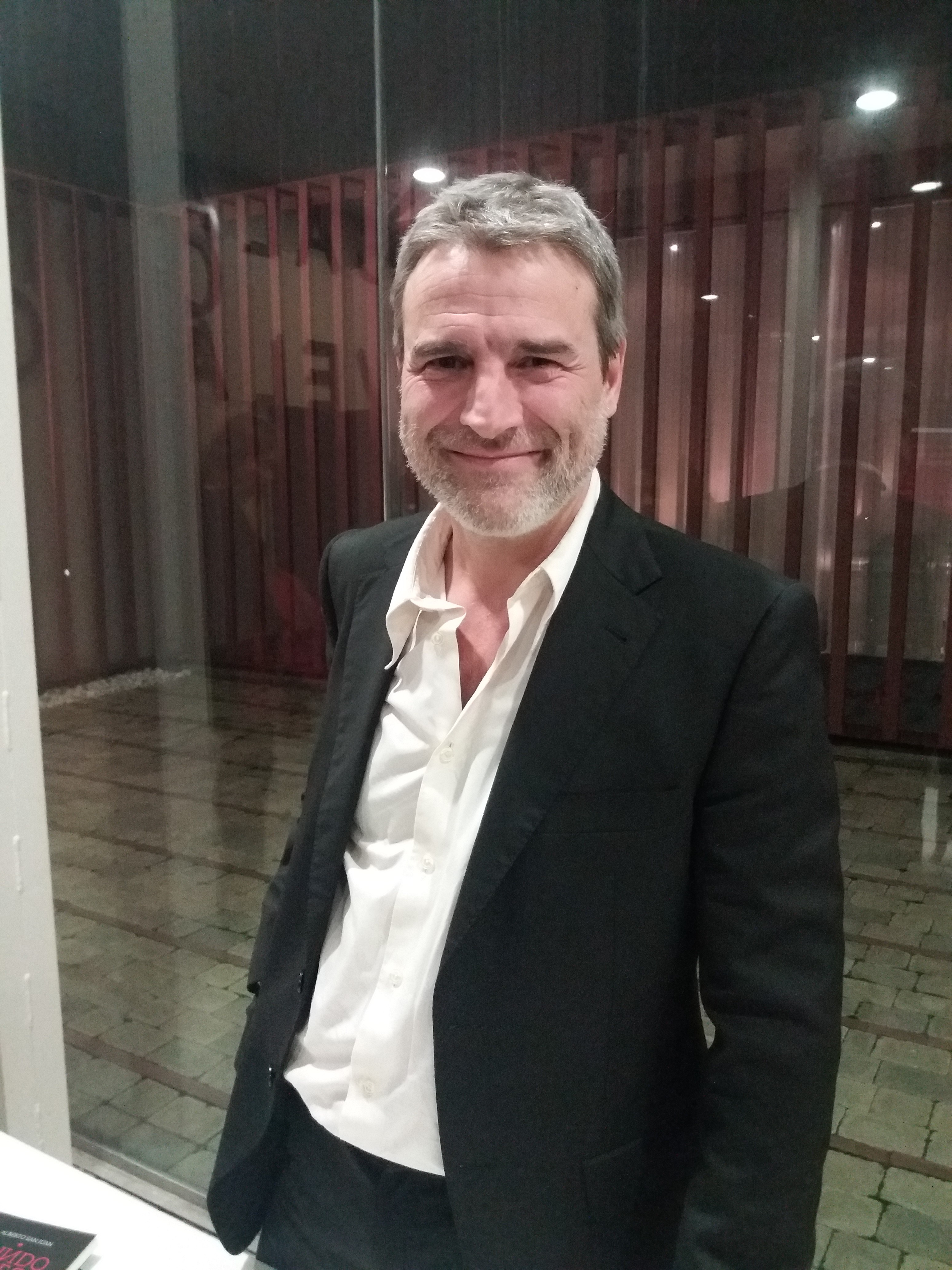

알베르토 산 후안(Alberto San Juan, 1968년 11월 1일 ~ )은 스페인의 배우, 정치인, 무대 연출가, 극작가, 음악가, 텔레비전 배우이다.
마드리드에서 태어났다.

## 영화
- 미치도록 사랑해 (2021년)
- 분노 (2016년)
- 사이드트랙크드 (2015년)
- 바르셀로나 크리스마스 나잇 (2015년) - 미구엘 역
- 살인 퍼즐 (2014년)
- 피플 인 플레이스 (2013년)
- 어 건 인 이치 핸드 (2012년)
- 슬립타이트 (2011년) - 마르코스 역
- 아일랜드 인사이드 (2009년)
- 라 베르구엔자 (2009년)
- 언더 더 스타 (2007년)
- 캐주얼 데이 (2007년)
- 투 사이즈 오브 더 베드 (2005년)
- 풋볼 데이 (2003년) - 조르게 역
- 연애의 기술 (2003년) - 라파 역
- 죽여주는 여자 (2003년) - 마놀로 역
- 어글리 우먼 (1999년)
- 당신의 다리 사이 (1999년)